# Passage d'Angaur
Le passage d'Angaur est un détroit aux Palaos séparant les États d'Angaur et de Peleliu dont il marque la frontière.

## Toponymie
Le détroit est également appelé Geugel-Makaep Passage, Mekaeb et Saipan Strait.

## Géographie
Le passage se trouve entre la pointe sud de Peleliu et le banc de sable des Lukes, un lieu traditionnel angaurais.

## Sources